# Diritti LGBT in Kazakistan
In Kazakistan, Stato dell'Asia centrale a maggioranza musulmana ma con una forte minoranza cristiana, i rapporti intimi tra persone dello stesso sesso, sia maschi che femmine, sono legali a partire dal 1998, ma vi sono poche protezioni legali per le coppie omosessuali. 
Nel 2009 il paese ha dichiarato la propria opposizione alla risoluzione dell'ONU in difesa ed a favore del rispetto dell'orientamento sessuale e dell'identità di genere.

## Codice penale
L'età del consenso per avere rapporti omosessuali è di 18 anni. Prima della riforma del 1997 l'Art. 104 della legge dello stato veniva utilizzato per criminalizzare l'atto di sodomia: la legislazione era fino ad allora ancora quella dell'ex Unione sovietica che perseguiva specificamente il rapporto anale tra uomini.

## Riconoscimento delle relazioni omosessuali
Il paese non riconosce alcuna forma di unione tra persone dello stesso sesso.

## Condizioni di vita
Le persone LGBT in Kazakistan sono vittime di pregiudizi e discriminazione a causa del proprio orientamento sessuale e della loro identità di genere in tutti i settori e gli ambiti della vita sociale. 
Atteggiamenti negativi che portano spesso ad insulti e a vera e propria violenza fisica non sono affatto rari: ciò spinge molti omosessuali a tenere nascosto il proprio orientamento sessuale per potersi assicurare l'incolumità. 
I tentativi di denunciare alla polizia gli atti di aggressione compiuti contro le persone LGBT hanno incontrato resistenza da parte dei funzionari, quando non aperta ostilità.
Nel 2011 un approfondito studio dell'università di Chicago ha dimostrato che il sentimento di accettazione e maggior tolleranza nei confronti delle minoranze, comprese quelle sessuali, nei territori orbitanti attorno alla Russia è notevolmente rallentato o si è addirittura invertito rispetto alla tendenza generale mondiale.

## Tabella riassuntiva
| Depenalizzazione dell'omosessualità                                                                           | (dal 1998) |
| Uguale età del consenso rispetto agli eterosessuali                                                           | Si         |
| Divieto di discriminazione nel posto di lavoro                                                                | Si         |
| Divieto di discriminazione nella fornitura di beni e servizi                                                  | Si         |
| Leggi anti-discriminazione in tutti gli altri settori (inclusa discriminazione diretta ed espressioni d'odio) | No         |
| Matrimonio egualitario                                                                                        | No         |
| Unione civile                                                                                                 | No         |
| Adozione congiunta per le coppie dello stesso sesso                                                           | No         |
| Diritto per le persone LGBT di poter servire nelle forze armate                                               | (dal 2022) |
| Diritto di cambiare genere legale                                                                             | (dal 2003) |
| Accesso alla fecondazione in vitro per le coppie lesbiche                                                     | No         |
| Maternità surrogata                                                                                           | No         |
| Permesso di donare il sangue                                                                                  | Si         |
| Divieto Terapie di conversione                                                                                | No         |